# Vado Ligure
Vado Ligure ( Voæ in ligure) è un comune italiano di 7 939 abitanti della provincia di Savona in Liguria. È il decimo comune della provincia per numero di abitanti.

## Geografia fisica
Il territorio di Vado Ligure si estende lungo l'intera vallata del torrente Segno, con ai lati le prime dorsali delle Alpi. Oltre la parte prospiciente il mare - nel tratto di costa tra Savona, a nord, e Bergeggi, verso sud - comprende pure una fascia montuosa che sfiora gli 800 metri sul livello del mare e una zona più collinare e pianeggiante dove gli antichi impianti del castagneto hanno a lungo conteso il territorio vadese ai terrazzamenti e coltivazioni della vite e dell'ulivo. Lungo la costa si spinge verso il mare il Capo di Vado.
Tra le vette del territorio la Rocca dei Corvi (792 m) e la Cima delle Rocche (555 m); un'altra dorsale, dominata dalle vette del monte Mao (440 m) e bricco della Berba (560 m), divide Vado Ligure dai territori comunali di Bergeggi, Spotorno e Vezzi Portio.
Oltre al torrente Segno sono presenti altri corsi d'acqua o rii minori: il Quiliano, il Lusso, il Valgelata, il Matogno e il San Nicolò.

## Storia

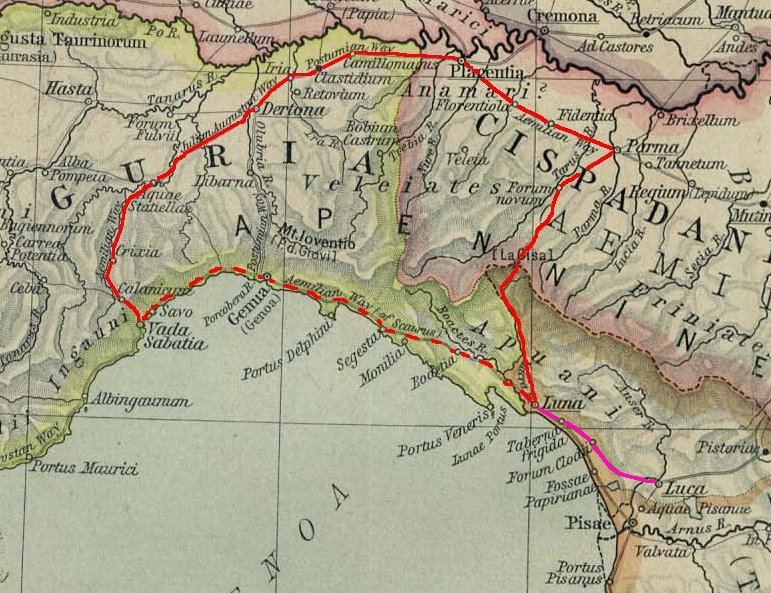
La Via Aemilia Scauri terminava a Vada Sabatia

L'antico villaggio di Vado, chiamato in epoca romana Vada Sabatia, si sviluppò nel II secolo a.C. intorno ad un campo militare romano, uno dei primi in epoca repubblicana della colonizzazione romana in Liguria. 

Divenne quindi municipio dell'impero e importante nodo viario e commerciale anche grazie all'imponente bonifica delle paludi effettuate dai Romani. 

Il suo nome è citato in vari documenti descrittivi di importanti personaggi romani, tra i quali in una lettera del I secolo a.C. di Bruto a Cicerone (Vada); dello storico e geografo greco Strabone (Vada Sabatium); di Plinio il Vecchio come Portus Vadorum Sabatium e del geografo Pomponio Mela nel I secolo. Altre testimonianze della dominazione romana sul territorio sono state rinvenute nelle frazioni di San Genesio e di Sant'Ermete.
Nel 109 a.C. Vado venne collegata con il centro levantino di Luni e Roma dalla Via Aemilia Scauri, che valicava gli Appennini liguri per mezzo del passo di Cadibona per poi scendere verso il passo della Cisa nello spezzino. 
Tracce d'epoca bizantina sono state scoperte nella frazione di San Genesio dove probabilmente fu sede di un castrum; verso la costa, un'altra presenza bizantina è documentata nel "borgo Romano" di Porto Vado così citato nei documenti fino al Quattrocento.
Al 641 risale la nuova dominazione dei Longobardi nel territorio ligure, la quale causò devastazione e distruzione di alcuni centri del comprensorio vadese. La stessa Savona fu soggiogata al dominio del re Rotari, ma non Vado e forse per tali motivi il vescovo della diocesi di Savona spostò provvisoriamente la sede vescovile nel territorio vadese dal VII al IX secolo.

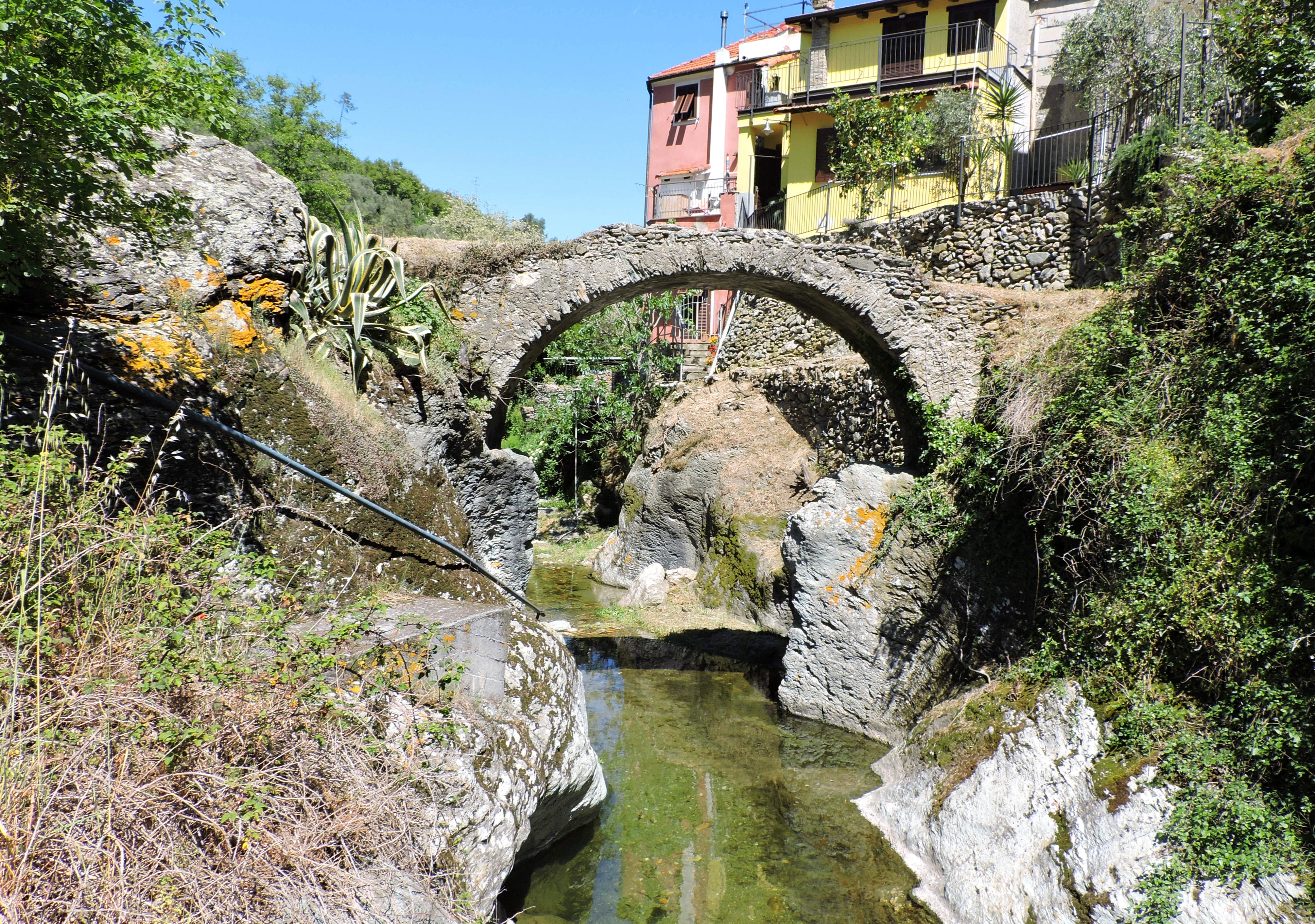
Il torrente Segno presso la località di Ponte dell'Isola

Con il successivo regno dei Franchi di Carlo Magno la comunità di Vado acquisì anni di prosperità e soprattutto di importanza politica nel panorama del ponente ligure grazie, oltre alla sede diocesana, anche alla nomina elettiva di comitato della circoscrizione dell'impero carolingio. 
Durante il dominio degli Aleramici di Bonifacio del Vasto, nel quale si verificò una lenta decadenza nelle ultime fasi del periodo feudale, seguirono i primi tentativi di accorpamento del territorio verso il sempre più crescente potere del Comune di Savona e tale evento si verificò alla fine del XII secolo durante il possedimento dei marchesi Del Carretto, nella persona di Ottone, con la cessione dei diritti feudali su Vado e parte di Quiliano al comune e al vescovo savonese. Parallelamente a Vado, anche la comunità di Segno è documentata a partire dal 1004 e con già con una propria attività amministrativa e religiosa. Lo stesso castello di Segno è risalente all'XI secolo, di cui rimangono modeste rovine, e che nel Duecento fu interessato da contese con la comunità di Noli.
La rapida espansione territoriale e politica del comune savonese attirò le attenzioni di Genova che, per contrastare ed arginare i possedimenti savonesi nella riviera di ponente, diede inizio ad una trattativa "diplomatica" cercando l'appoggio del papato e con l'acquisto, ove possibile, delle terre costiere. La sempre più accrescente pressione genovese, che in alcuni casi portò pure all'uso della forza, convinsero nel 1385 il pontefice Urbano VI a cedere un ampio territorio del savonese ai Genovesi. Ancora diviso nelle due comunità di Vado e di Segno, solamente con la definitiva dominazione della Repubblica di Genova su Savona (1528) l'odierno territorio vadese fu riunito sotto la competenza del governatore savonese nella podesteria della Costa dei Vadi.

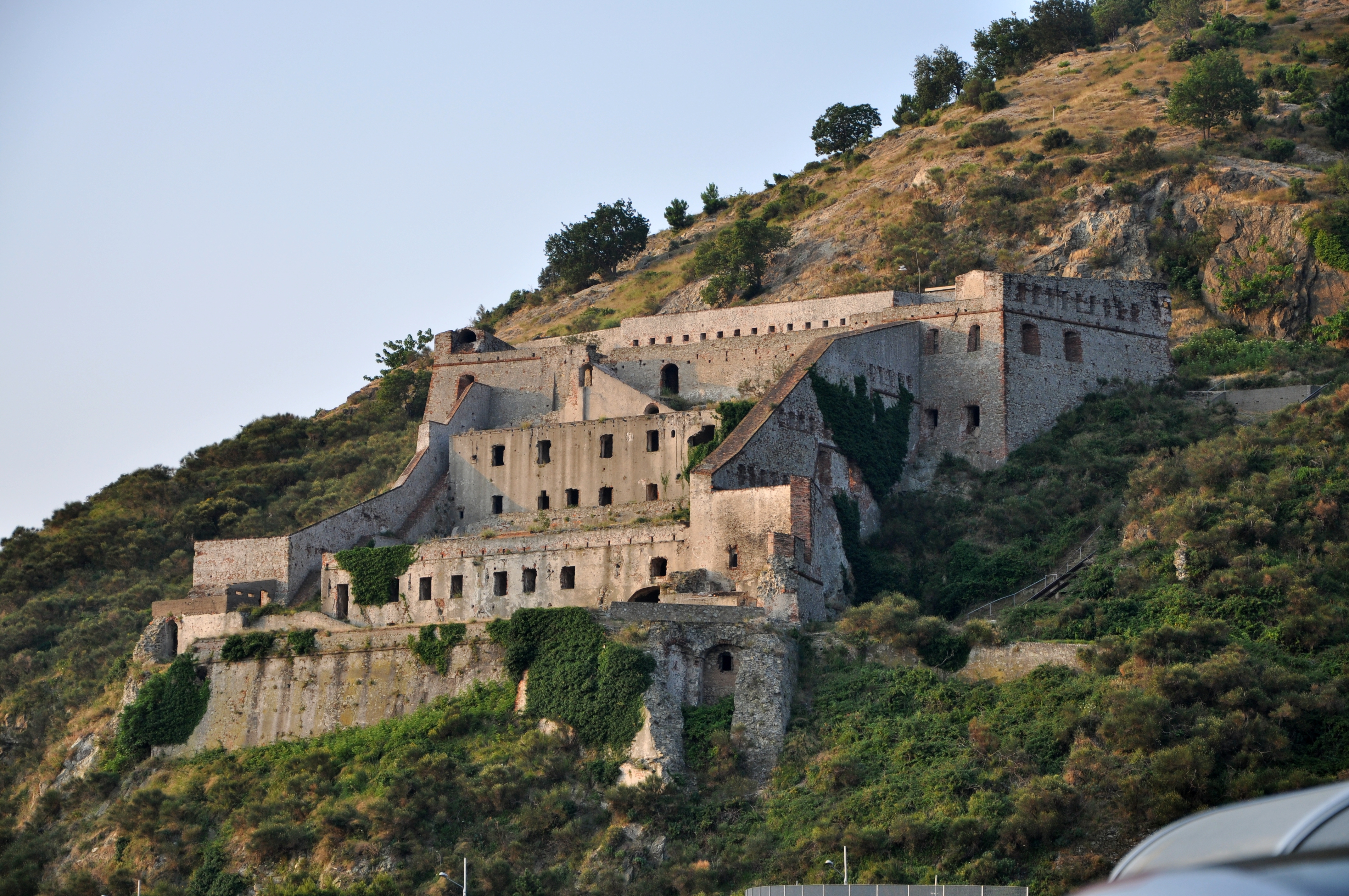
Il forte San Giacomo

Con l'età genovese si diede inizio alla costruzione di fortini e torri per la difesa della costa e della stessa comunità. La dominazione genovese incrementò lo sviluppo commerciale del porto, facendo di Vado uno dei maggiori centri portuali della riviera di ponente.
Con la caduta della Repubblica di Genova (1797), sull'onda della rivoluzione francese e a seguito della prima campagna d'Italia di Napoleone Bonaparte, i territori di Vado e di Segno rientrarono dal 2 dicembre 1797 nel Dipartimento del Letimbro, con capoluogo Savona, all'interno della Repubblica Ligure. Dal 28 aprile del 1798 con i nuovi ordinamenti francesi, rientrarono nel IV Cantone, con capoluogo Vado, della Giurisdizione di Colombo e dal 1803 centro principale del I Cantone di Savona nella Giurisdizione di Colombo. Annessi al Primo Impero francese, dal 13 giugno 1805 al 1814 venne inserito nel Dipartimento di Montenotte.
Nel 1815 fu inglobato nel Regno di Sardegna, così come stabilì il Congresso di Vienna del 1814, e successivamente nel Regno d'Italia dal 1861. Dal 1859 al 1927 il territorio fu compreso nel I mandamento di Savona del circondario di Savona facente parte della provincia di Genova; nel 1927 anche il territorio comunale vadese passò sotto la neo costituita provincia di Savona.
Storicamente e fino ai primi del Novecento il comune di Quiliano ebbe una striscia di terreno comunicante con il mare adiacente al torrente Quiliano - nota come località Murate - al fine di poter accedere alla produzione del sale ed al commercio locale senza la necessità di pagare i dazi comunali vigenti all'epoca. Successivamente alla costruzione della linea ferroviaria Genova-Ventimiglia tale località fu compresa nel comune di Vado Ligure che, tra l'altro, assunse tale denominazione dal 1908 per regio decreto. Risale invece al 1929 la soppressione e l'accorpamento dell'allora comune di Segno nell'odierno comune vadese.
Nel XX secolo Vado conobbe uno sviluppo prevalentemente industriale. Durante gli anni cinquanta e sessanta si installarono in zona diverse fabbriche tra cui la centrale termoelettrica Enel, caratterizzata dalle due ciminiere cilindriche, alte circa 200 metri.
Dal 1973 al 31 dicembre 2008 ha fatto parte della Comunità montana del Giovo.

### Simboli
Stemma
Gonfalone

Lo stemma è stato concesso con regio decreto del 29 marzo 1928; il gonfalone è stato concesso con regio decreto del 2 settembre 1932.

## Monumenti e luoghi d'interesse

La chiesa parrocchiale di San Giovanni Battista a Vado Ligure

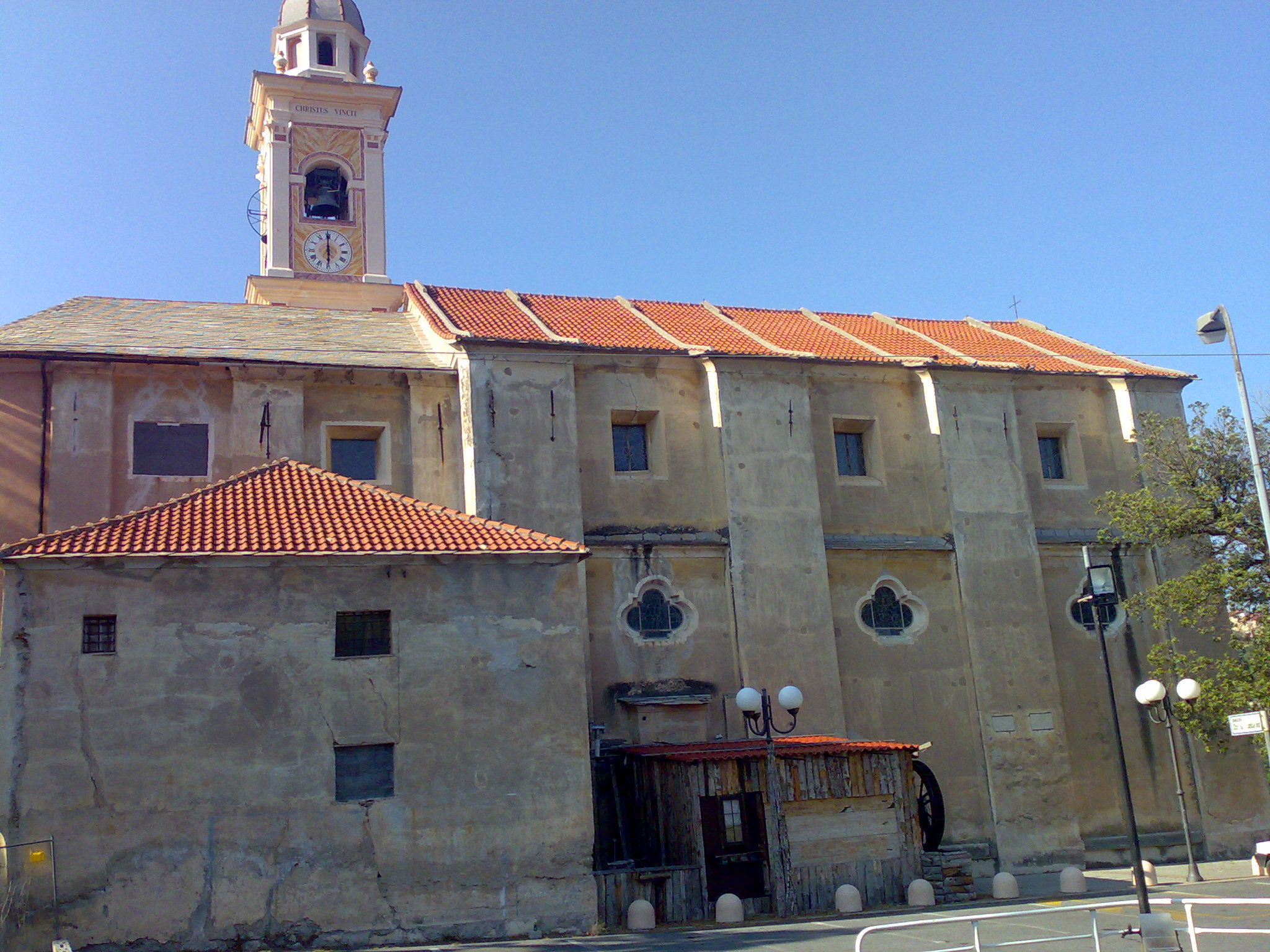
La chiesa parrocchiale di San Maurizio a Segno

### Architetture religiose
- Chiesa parrocchiale di San Giovanni Battista nel capoluogo. Eretta nel XVIII secolo è una ricostruzione in stile barocco, ad unica navata e sormontata dalla cupola. L'edificio, restaurato dopo la seconda guerra mondiale, presenta una facciata ornata da alcune statue del XIX secolo di Antonio Brilla.
- Chiesa di Nostra Signora della Neve nella località di Bossarino. La chiesa conserva un affresco della Madonna con Bambino del XVI secolo e la pala d'altare raffigurante la Madonna col Bambino, san Giovanni Evangelista e Paolo eremita.
- Cappella di San Filippo Neri nella località di Bossarino, del 1732.
- Chiesa parrocchiale di Nostra Signora della Visitazione nella frazione di Porto Vado. L'edificio fu edificato nel 1952 sul luogo dove già nel 1634 vi era la presenza di una cappella intitolata alle Grazie. Dell'antica cappella è proprio la campana e il marmo della Madonna col Bambino.
- Chiesa parrocchiale di San Maurizio nella frazione di Segno.
- Oratorio di Santa Margherita nella frazione di Segno.
- Cappella di San Bernardo nella frazione di Segno.
- Chiesa di San Genesio nella frazione omonima. Antico monastero femminile fondato nel XII secolo, la struttura si presenta a due navate a pianta quadrata e con abside semi circolare. L'edificio fu rivisto del 1734.
- Chiesa parrocchiale di Sant'Ermete nella frazione omonima. Eretta nel Medioevo dai monaci benedettini del monastero di sant'Eugenio dell'isola di Bergeggi da cui dipendeva dal X secolo la cella monastica; l'edificio si presenta con struttura a due navate.
- Chiesa parrocchiale di Nostra Signora Regina della Pace, costruita in epoca recente, nella frazione di Valle di Vado.
- Cappella di Nostra Signora del Carmine.
- Cappella dei Santi Giacomo e Filippo.

### Architetture civili

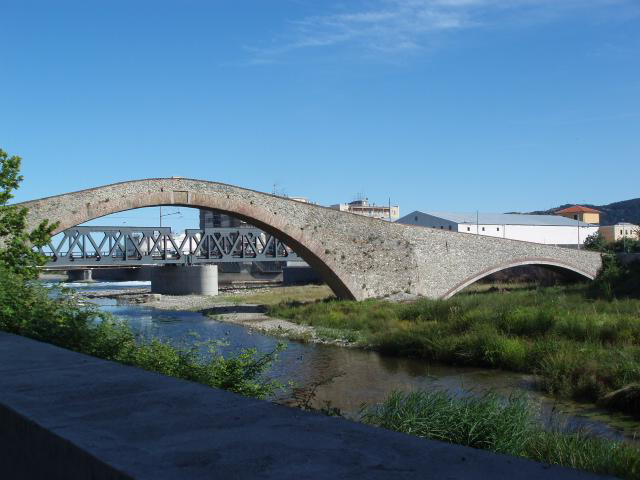
Il ponte Filippo Maria Visconti

- Ponte Filippo Maria Visconti (Punte de Pria nel linguaggio locale, "Ponte di Pietra" in lingua italiana), del 1434, che collega Savona a Vado Ligure sul torrente Quiliano.
- Fornaci da calce di Sant'Ermete. Secondo le fonti storiche la conosciuta attività delle fornaci è databile a parte dal tardo medioevo e importante fu per lo sviluppo edilizio del territorio del vadese e di Savona.
- Antico frantoio Vigliola azionato ad acqua adiacente al torrente Segno nella borgata Ponte dell'Isola.

### Architetture militari
- Forti San Lorenzo e Santo Stefano. Edificati nel Seicento dalla Repubblica di Genova, furono demoliti già nel 1649. Si optò per la costruzione di una nuova fortezza, il nuovo forte di San Lorenzo, nel 1669 presso la foce del torrente Segno.
- Forte San Giacomo - già San Lorenzo - fu edificato a partire dal 1757 sulle rovine del precedente forte di San Lorenzo esistente sul Capo di Vado e demolito nel 1658. I lavori per la sua riedificazione furono affidati inizialmente all'architetto militare e maresciallo di campo Antonio Federico Flobert; successivamente subentrò, nel 1758, il colonnello ingegnere Decotte. Per la sua posizione strategica fu utilizzato dai soldati francesi di Napoleone Bonaparte durante la Guerra delle Alpi e la Prima Campagna d'Italia tra il 1792 e il 1797.
- Bastione San Giovanni. L'edificazione del bastione, chiamato poi di San Giovanni e ubicato lungo l'arenile di Vado, ebbe inizio nella seconda metà del XVIII secolo sui resti del preesistente forte di San Lorenzo eretto dalla Repubblica di Genova nella seconda metà del Seicento. Dall'unico bastione presente, ciò che rimaneva dallo smantellamento effettuato dalla stessa repubblica verso la fine del XVII secolo, si intrapresero nel 1757 i lavori della nuova edificazione. Affidati inizialmente al colonnello Flobert, con la collaborazione dal 15 giugno del collega Matteo Vinzoni e suo figlio Panfilio, per varie problematiche la direzione dei lavori fu affidata all'ingegnere Decotte che ricalcolò le spese di costruzione intorno alle 20.000 lire genovesi.
- Presso la frazione di Segno sono visibili i ruderi del castello eretto nel medioevo dai marchesi Del Carretto. Sulla cima del colle della frazione di San Genesio sono stati rinvenuti i ritrovamenti del castello, detto "tomba del Re" per la presenza di alcuni scavi rettangolari, e i ruderi di un bastione di avvistamento di epoca romana o precedente.

### Altro
- Monumento ai caduti, opera realizzata nel 1926 dallo scultore Arturo Martini, con le statue bronzee Il Sacrificio, La Gloria, La Storia, La Vittoria.
- Monumento ad Arturo Martini, opera bronzea realizzata da suo genero e allievo Roberto Bertagnin, su un bozzetto stilizzato dallo stesso Martini per un monumento all'aviatore Arturo Ferrarin.

### Siti archeologici
- Resti della casa dell'imperatore romano Pertinace tra la frazione di Sant'Ermete e la borgata Ponte dell'Isola.

### Aree naturali
Tra i territori comunali di Vado Ligure, Bergeggi, Noli, Spotorno, Quiliano e Vezzi Portio è presente e preservato un sito di interesse comunitario, proposto dalla rete Natura 2000 della Liguria, per il suo particolare interesse naturale, faunistico e geologico. Il sito è collocato nell'area boschiva tra il monte Mao, Rocca dei Corni e monte Mortou in cui insistono macchia mediterranea, aree erbose e coltivazioni agricole. Oltre ad alcune faggete, sugherete e lembi di calluneto (Calluna vulgaris), sono segnalate le presenze della campanula di Savona (Campanula sabatia), il convolvolo di Savona (Convolvulus sabatius) e il fiordaliso a pigna (Leuzea conifera), quest'ultimo a rischio di estinzione allo stato spontaneo. Tra le specie animali gli anfibi pelodite (Pelodytes punctatus) - molto raro - e il geotritone (Speleomantes strinatii).

## Società

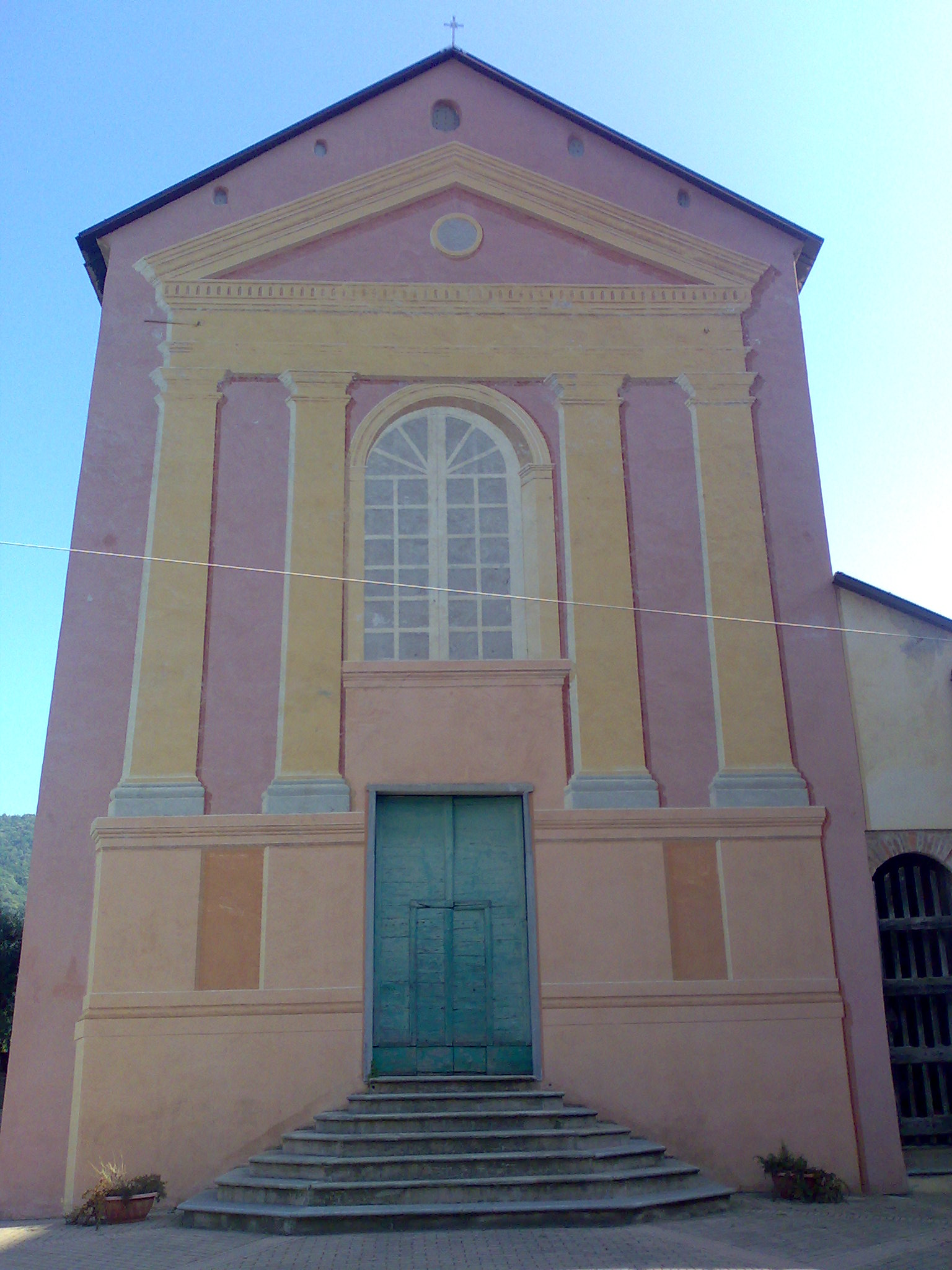
L'oratorio di Santa Margherita nella frazione di Segno

### Evoluzione demografica
Abitanti censiti

### Etnie e minoranze straniere
Secondo i dati Istat al 31 dicembre 2020, i cittadini stranieri residenti a Vado Ligure sono 583, così suddivisi per nazionalità, elencando per le presenze più significative:
1. Albania, 137
2. Romania, 114
3. Marocco, 53
4. Egitto, 39
5. Ucraina, 29
6. Ecuador, 23

## Cultura

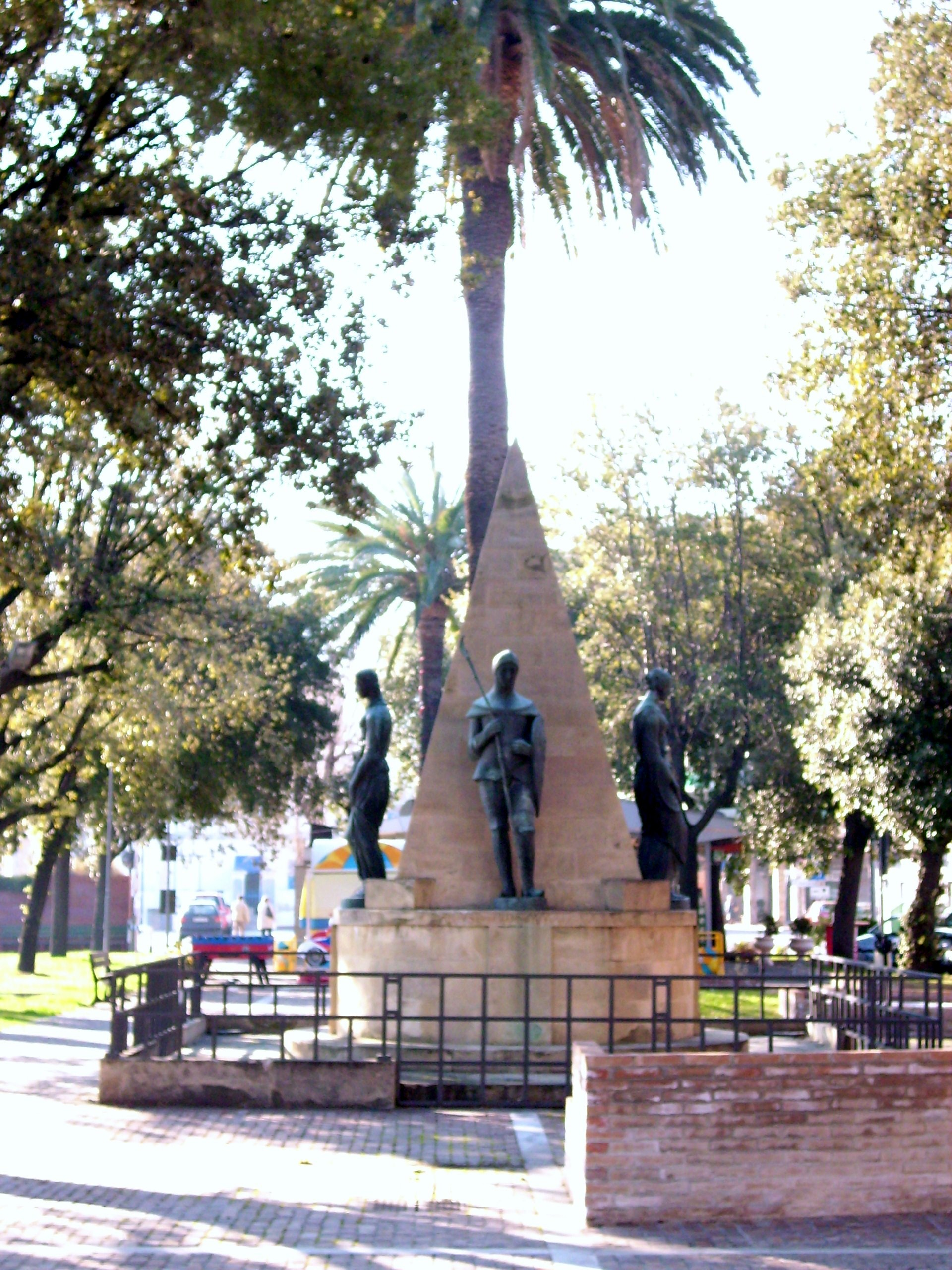
Il monumento ai caduti di Arturo Martini, del 1926.

### Istruzione

#### Musei
- Museo Civico di Villa Groppallo. Il museo, inaugurato nel 1982 e riallestito nel 1999, raccoglie materiale risalente all'Impero romano e del medioevo. I reperti romani sono stati rinvenuti nella zona archeologica denominata Vada Sabatia, mentre dell'epoca medievale sono una ricca collezione di monete antiche databili tra il II e il V secolo. Vi è inoltre una sezione dedicata all'arte contemporanea e agli artisti locali e internazionali che hanno partecipato al "Premio Vado", quest'ultimo istituito dal 1951.
- Civico Museo archeologico "Cesare Queirolo". Aperto dal 1960 ma mai - se non eccezionalmente - aperto al pubblico e sito nella piazza della chiesa parrocchiale di San Giovanni Battista, raccoglie i reperti archeologici della città romana di Vada Sabatia rinvenuti durante la costruzione dell'odierno palazzo comunale nella medesima piazza. Tra le opere esposte vi sono epigrafi, suppellettili, corredi sepolcrali e un medagliere con la presenza di oltre quattrocento monete databili tra il II secolo e l'inizio del V secolo.

### Cinema
Nella zona di Porto Vado sono state girate alcune scene del film Mark il poliziotto spara per primo, pellicola del 1975 e diretta dal regista Stelvio Massi.

## Geografia antropica
Il territorio comunale è costituito - oltre il capoluogo - dalle cinque frazioni di Segno (che comprende le località di Ponte Isola, Ritano, Contrada, Cundan, Cunio, Marroni, Piano, San Bernardo, Bricco, Carpeneta, Bassi, Gatti, Campo Ferrato, Verma, Suenghe), Sant'Ermete (località di Ne Pessen, Carpineta, Bellandi, Bosco); Valle di Vado (località di Ne Cascine, Ne Ferrè, Coghi, Ne Vaè, Ne Viglietta, Bossarino); San Genesio; Porto Vado (località di Griffi e Murate in periferia di Vado Centro) per una superficie territoriale di 23,79 km².
Confina a nord con i comuni di Quiliano e Savona, a sud con Bergeggi, Spotorno e Vezzi Portio, ad ovest con Quiliano e Vezzi Portio, ad est con Bergeggi e il mar Ligure.
Le due frazioni di Sant'Ermete e Segno sono a monte del paese, lungo la valle percorsa dal torrente Segno sul versante meridionale della Rocca dei Corvi a 792 m s.l.m..

## Economia

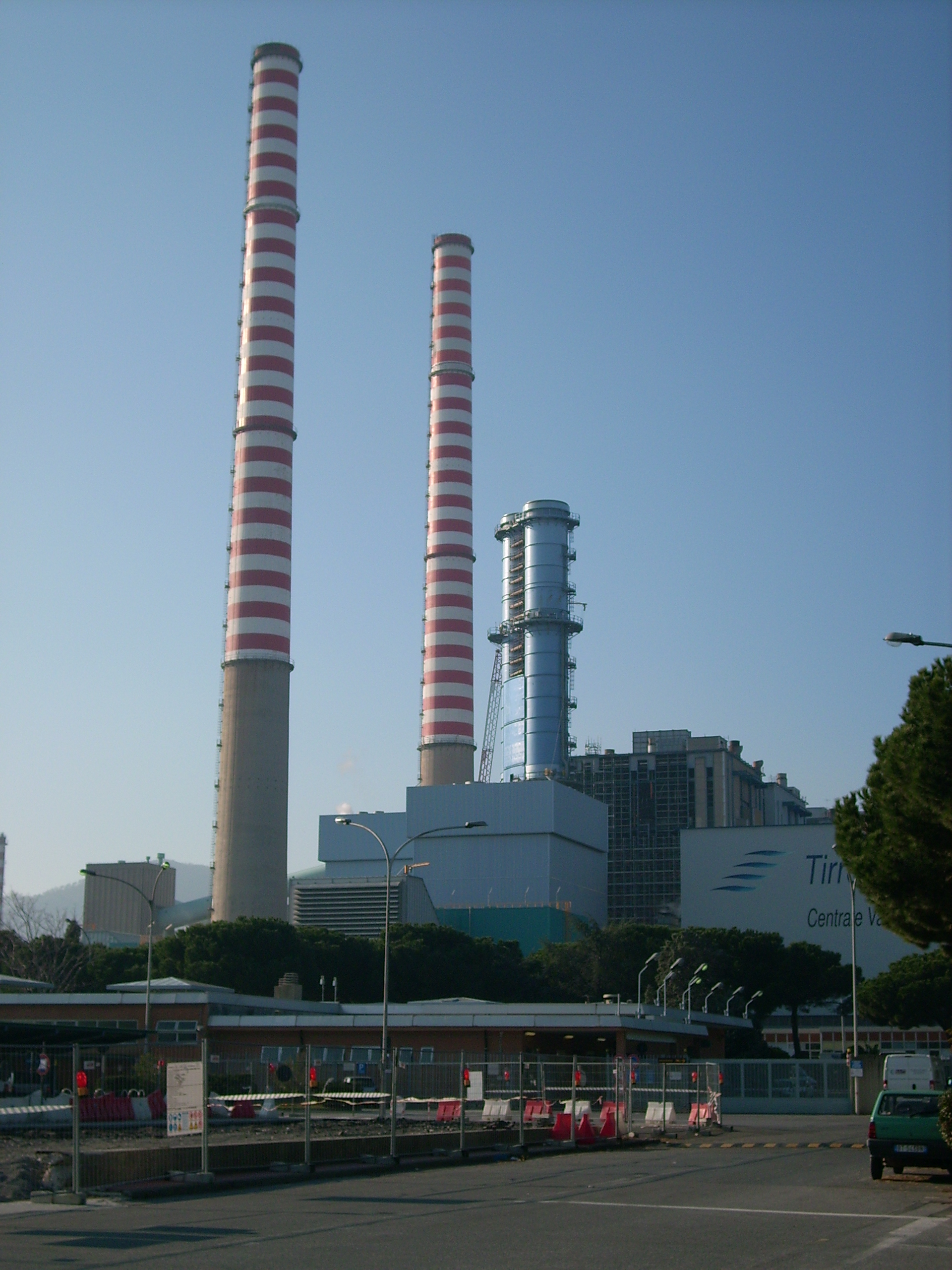
La centrale termoelettrica "Tirreno Power"

Vado Ligure è un comune molto industrializzato, in esso sorgono numerosi stabilimenti industriali ed aziende.
Da oltre 100 anni Vado Ligure ospita un grande stabilimento ferroviario dove si producono locomotori elettrici, inaugurato nel 1905 con la creazione della Westinghouse. Importante fu in quell'epoca pionieristica, la collaborazione con l'ingegnere ungherese Kálmán Kandó, il padre della motorizzazione ferroviaria con corrente trifase, che chiamò un centinaio di tecnici, anch'essi ungheresi. Con l'entrata in guerra dell'Italia durante la prima guerra mondiale tale collaborazione venne troncata. Lo stabilimento venne acquisito dalla Tecnomasio Italiano Brown Boveri, (T.I.B.B.) che ne rimase proprietaria fino alla fine degli anni ottanta quando avvenne la fusione tra Asea e Brown Boveri con la conseguente nascita dell'ABB. Lo stabilimento diventò una filiale della "ABB Trazione" fino a metà anni novanta quando con una collaborazione tra ABB e AEG (acquisita poco dopo da Daimler-Benz) si diede vita alla nuova società AdTranz. AdTranz venne ceduta nel 2001 al colosso dei trasporti canadese Bombardier.
Nell'impianto di Vado sono prodotte le locomotive elettriche a 3 kV per convogli regionali E464 e locomotive per trasporti merci della categoria TRAXX.
Inoltre è sede di una centrale termoelettrica, ex Enel ora Tirreno Power, pensata e realizzata negli anni sessanta le cui due ciminiere alte circa 200 m e altre due di circa una settantina di metri dominano la vallata e anche buona parte della costa.
Intensa è l'attività portuale nel porto di Vado Ligure. Oltre ai collegamenti marittimi dei passeggeri tra la Corsica, Sardegna e Spagna, attraccano navi merci, porta-container e soprattutto numerose petroliere facendo del porto di Savona-Vado il primo porto italiano assieme a quello di Trieste per quanto riguarda il petrolio e i suoi derivati. Infatti sono presenti: uno dei più moderni e sofisticati impianti per la produzione di additivi per lubrificanti del gruppo Infineum, con una capacità di oltre 100.000 tonnellate l'anno; un impianto per la produzione di lubrificanti del gruppo ExxonMobil; un deposito per la movimentazione dei carburanti del gruppo Eni. In passato un apposito pontile era attrezzato per lo scarico di acido solforico trasportato via tubo allo stabilimento di fertilizzanti dell'Agrimont.
Dopo anni di trattative commerciali e lavori strutturali, il porto di Vado Ligure si avvia a diventare uno dei più importanti punti di snodo per il trasporto di merci con l'oriente, diventando così un tassello fondamentale nella Nuova via della seta grazie all'avvio dell’operatività del nuovo terminal container a febbraio 2020. Questo terminal infatti, denominato Vado Gateway, rappresenta la più importante infrastruttura portuale realizzata in Italia negli ultimi decenni gestita da APM Terminals Vado Ligure (società del gruppo danese APM Terminals, tra i principali operatori terminalistici al mondo). Nel mese di febbraio 2020 nella banchina del nuovo terminal deep sea di Vado Ligure è approdata la prima delle sette navi della linea marittima ME2 di Maersk che collega il Mediterraneo con il Medio Oriente e l’India.

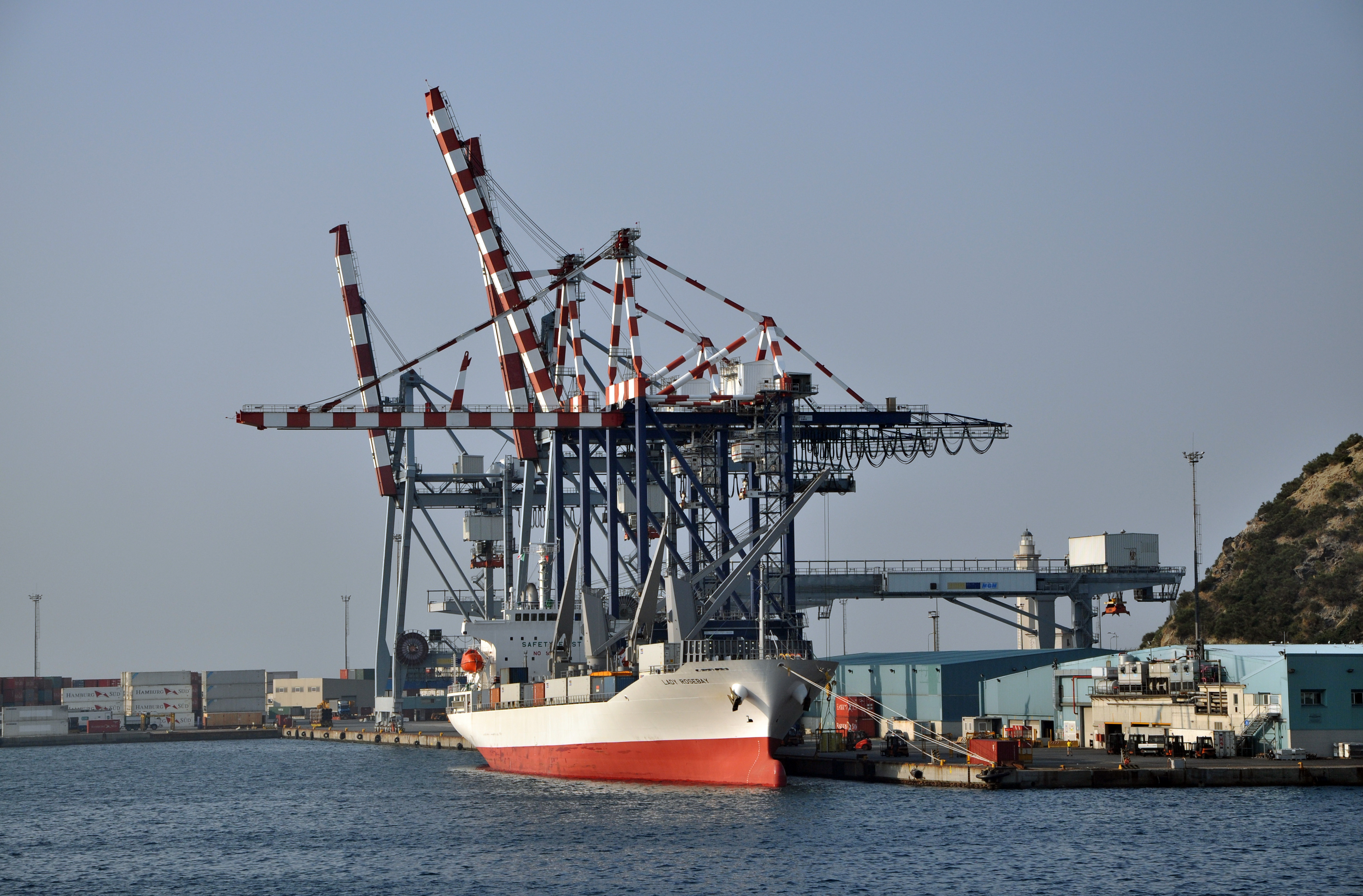
Uno scorcio del porto di Vado Ligure

La tradizione industriale di questo comune ha radici situate durante il miracolo economico durante il quale Vado visse una forte crescita economica che si contrapponeva alla vicina e più grande Savona. Il comune di Vado Ligure è parte fondamentale dell'economia savonese e pur mantenendo la sua indipendenza dal capoluogo è completamente asservito agli interessi della vicina Savona, tanto che il suo bacino portuale è gestito dall'Autorità Portuale di Sistema di Genova e Savona.
Nel 2014 è stata avviata la costruzione della "piattaforma Maersk", un progetto che prevede la realizzazione di una piattaforma di 210.000 m² nella rada di Vado che è sede di un porto petroli, commerciale e traghetti. Nel 2008 si svolse un referendum - indetto dalla maggioranza consiliare - per sondare l'opportunità di costruire la predetta opera. Il referendum vide una netta vittoria dei No , ma del risultato si preferì non tenere conto.

## Infrastrutture e trasporti

### Strade
Il territorio di Vado Ligure è attraversato principalmente dalla strada statale 1 Via Aurelia che permette il collegamento stradale con Savona, a nord, e Bergeggi a sud.
Inoltre è raggiungibile anche grazie al casello autostradale di Savona-Vado sull'autostrada A10.

### Ferrovie
La località è servita dalla Stazione di Quiliano-Vado Ligure che serve anche Quiliano, sulla linea ferroviaria Genova-Ventimiglia, posta sul confine dei due comuni.

### Traghetti
Il porto di Vado Ligure (sotto la Autorità di Sistema Portuale del Mar Ligure Occidentale) è un importantissimo scalo per traghetti (Calata Nord Porto Vado) di collegamento con Corsica e Sardegna e con Spagna e Marocco.

### Mobilità urbana
I collegamenti urbani e suburbani sono svolti mediante autoservizi gestiti dalla società TPL LINEA.
Dal 1912 al 1948 era attiva la tranvia Savona-Vado Ligure, un collegamento extraurbano che comprendeva un'intensificazione urbana all'interno di Savona e aveva a Vado Ligure il proprio capolinea occidentale; una delle fermate tranviarie era posta nelle adiacenze della allora stazione di Vado Ligure, in seguito declassata a impianto merci in conseguenza dell'attivazione del raddoppio a monte della linea ferroviaria.

## Amministrazione

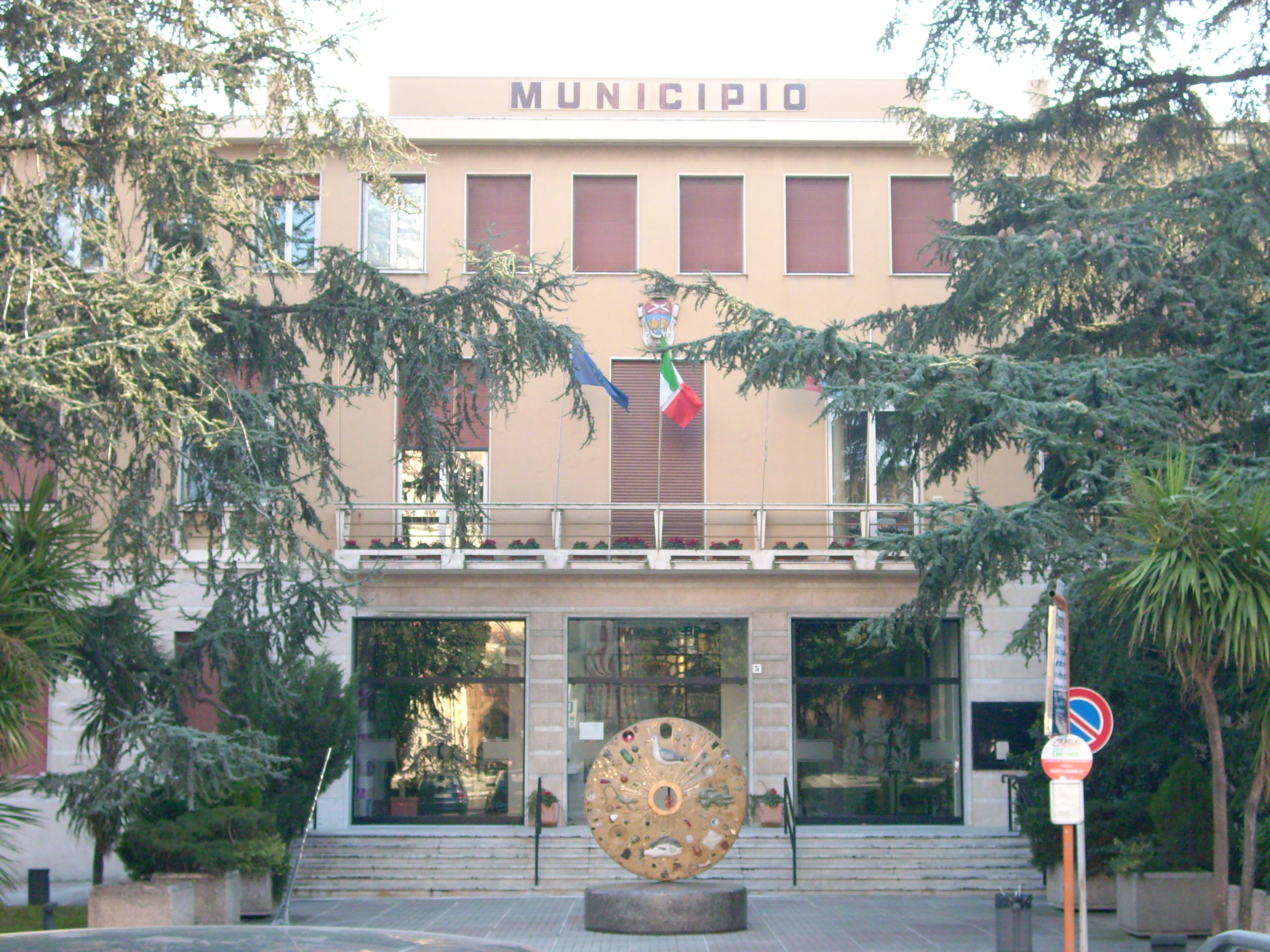
Il municipio

| Periodo           | Periodo        | Primo cittadino   | Partito                                                  | Carica      | Note   |
| ----------------- | -------------- | ----------------- | -------------------------------------------------------- | ----------- | ------ |
| 1945              | 1964           | Pasquale Borra    | Partito Comunista Italiano                               | Sindaco     |        |
| 1964              | 1976           | Pietro Morachioli | Partito Comunista Italiano                               | Sindaco     |        |
| 1977              | 12 agosto 1985 | Pierino Ricino    | Partito Comunista Italiano                               | Sindaco     |        |
| 12 agosto 1985    | 23 luglio 1990 | Pierino Ricino    | Partito Comunista Italiano                               | Sindaco     |        |
| 23 luglio 1990    | 24 aprile 1995 | Roberto Peluffo   | Partito Comunista Italiano                               | Sindaco     |        |
| 24 aprile 1995    | 14 giugno 1999 | Roberto Peluffo   | Partito Democratico della Sinistra                       | Sindaco     |        |
| 14 giugno 1999    | 14 giugno 2004 | Roberto Peluffo   | Democratici di Sinistra                                  | Sindaco     |        |
| 14 giugno 2004    | 8 giugno 2009  | Carlo Giacobbe    | lista civica di centro-sinistra                          | Sindaco     |        |
| 8 giugno 2009     | 27 maggio 2014 | Attilio Caviglia  | Con Caviglia Vado Viva (lista civica)                    | Sindaco     |        |
| 27 maggio 2014    | 26 maggio 2019 | Monica Giuliano   | Lavoriamo con i vadesi (lista civica di centro-sinistra) | Sindaco     | [ 16 ] |
| 27 maggio 2019    | 9 agosto 2023  | Monica Giuliano   | Lavoriamo con i vadesi (lista civica di centro-sinistra) | Sindaco     | [ 17 ] |
| 21 settembre 2023 | 10 giugno 2024 | Maurizio Gatto    |                                                          | Comm. pref. | [ 18 ] |
| 10 giugno 2024    | in carica      | Fabio Gilardi     | Vado, Prima! (lista civica di centro-sinistra)           | Sindaco     |        |

### Gemellaggi
Vado Ligure è gemellata con:
- La Ravoire, dal 2002

## Sport

### Calcio
- Vado Football Club 1913, squadra calcistica fondata nel 1913, militante nel campionato di Serie D girone A. Vanta tra i suoi trofei la prima edizione della Coppa Italia vinta il 16 luglio 1922, battendo in finale l'Udinese per il risultato di 1-0.
- A.S.D. Vadese Calcio 2018, militante nel campionato di Prima Categoria.

### Pallacanestro
- Riviera Vado Basket, rifondata nel 1990 sulle ceneri della Polisportiva Vadese, ha militato dal 1990 al 2011 in diverse categorie di pallacanestro.
- Associazione Sportiva Dilettantistica Pallacanestro Vado, fondata nel 2011 e militante inizialmente nel campionato di Serie D; dal 2012-2013 è stata aggregata alla C Regionale, poi diventata nel 2015-2016 C Silver. In quest'ultima stagione ha unito le forze con il Pool 2000 Loano e disputato il campionato con la denominazione AZIMUT BK POOL 2000 ASD.

### Pallavolo
- Associazione Sportiva Sabazia, società di pallavolo rifondata nel 2004, militante nella Serie B2 e già promossa in Serie C per la stagione 2014/2015.